# Unconditional
Unconditional is een Amerikaanse film uit 2012 geregisseerd door Brent McCorkle.

## Verhaal
Crawford is gelukkig getrouwd en woont op een ranch waar ze haar lievelingspaard houdt. De verhalen uit haar kindertijd die ze vertelde en illustreerde, zijn gepubliceerde boeken geworden. Als haar man wordt gedood in een zinloze daad van geweld, verliest ze haar geloof en de wil om verder te leven. Een ontmoeting met twee kinderen leidt tot een hereniging met Bradford, haar oudste vriend. Ook vindt ze steun in het geloof.

## Rolbezetting
| Acteur       | Personage         |
| ------------ | ----------------- |
| Lynn Collins | Samantha Crawford |
| Michael Ealy | Joe Bradford      |